# Terceiro trilho da política

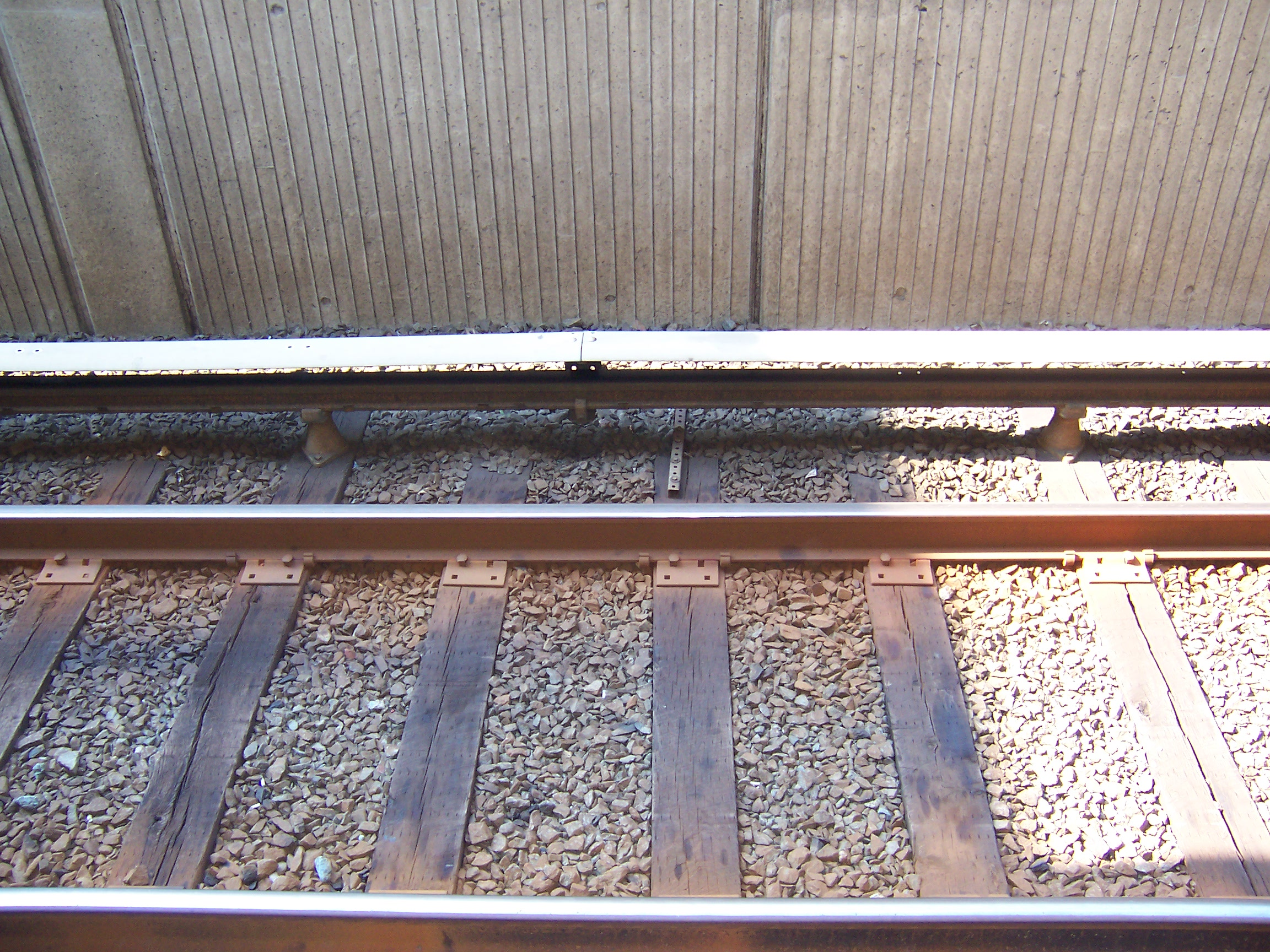
Este terceiro trilho, utilizada para energizar trnes, provavelmente causaria a morte por eletrocussão de qualquer pessoa que entre em contato direto com ele.

O "terceiro trilho da política" é uma metáfora para qualquer assunto tão polêmico que é "carregado" e "intocável" na medida em que qualquer político ou funcionário público quem ouse abordar o assunto, invariavelmente, sofre politicamente.
É mais comumente usado na América do Norte. Apesar de comumente atribuído a Tip O'Neill, Orador dos Estados Unidos câmara dos deputados durante o governo Reagan , parece ter sido cunhado pelo ajudante de O'Neill, Kirk O'Donnell, em 1982, em referência à Segurança Social.
A metáfora vem do  terceiro trilho de alta tensão em alguns  sistemas de trens. Tocar nele geralmente resulta em eletrocussão, e o uso do termo na política relaciona-se com o risco de "morte política" que um político teria de enfrentar, por abordar certos assuntos.

## Exemplos de uso americanos
Uma ampla gama de questões poderá ser considerado prejudicial para os políticos que lidem com eles, mas aqueles que estão abaixo foram explicitamente descrito usando a metáfora do "terceiro trilho":
- Retirada de benefícios de Segurança Social[3][4][5]
- Retirada do Medicare [6]
- Debater sobre as questões raciais[7][8][9][10]
- Antidumping e retirada dos direitos compensatórios [11]
- A oposição ao aborto para vítimas de estupro[12]
- Subsídios agrícolas[13]
- Recrutamento[14]
- Debater sobre o apoio a Israel[15][16]

## Exemplos de uso no Canadá
- Saúde pública[17][18]
- Plano De Aposentadoria Do Canadá[19]